# Ramatoulaye
Ramatoulaye è un villaggio di 619 abitanti nel dipartimento di Namissiguima (provincia di Yatenga, regione del Nord) in Burkina Faso.
È la sede di una comunità islamica, seguace della variante "delle undici perle" dell'ordine sufi Tijāniyyah (fondato da Sīdī 'Aḥmad al-Tijānī, 1737–1815). La comunità è stata fondata intorno al 1920 da Aboubakr Maiga, al ritorno dal pellegrinaggio a piedi a La Mecca e la città ospita numerosi pellegrini in occasione della celebrazione del Mouloud (nascita di Maometto).